# Parti vert du Yukon
Le Parti Vert du Yukon (Anglais: Yukon Green Party) est un parti politique territorial du Yukon (Canada), officiellement lancé en janvier 2011. Le chef du parti est Frank de Jong (en) qui a été auparavant le chef du Parti vert de l'Ontario pendant 16 ans.

## Résultats électoraux
| Élection générale | candidats | candidats élus | circonscriptions | votes | % du vote populaire | % du vote populaire dans les circonscriptions avec candidature |
| ----------------- | --------- | -------------- | ---------------- | ----- | ------------------- | -------------------------------------------------------------- |
| 2011              | 2         | 0              | 19               | 104   | 0,66 %              | 5,81 %                                                         |